# 第二次トルンの和約
第二次トルンの和約（波:Drugi Pokój Toruński、独:Zweiter Friede von Thorn）は、1466年10月9日に、ハンザ同盟の都市トルンで、ポーランド王カジミェシュ4世とドイツ騎士団との間で調印された平和条約である。

## 概要
条約は、ドイツ騎士団国の支配に対してダンツィヒ、エルビング、クルム、トルン、そして、プロイセンの商工民、地主、非ドイツ騎士団系僧侶の人々が率いるプロイセン連合が1454年2月に起こした反乱に端を発したいわゆる「十三年戦争」を終結させた。
両者はローマ教皇パウルス2世と神聖ローマ皇帝フリードリヒ3世の承認を求めることに同意したが、ドイツ皇帝の権利に懐疑的なポーランド王国側はこの承認が条約の批准に必要とされないと強調し、騎士団側もこれに同意した。条約において、ドイツ騎士団はダンツィヒのあるポメレリア（東部ポメラニア）、クルムとトルンのあるクルマーラント、ヴィスワ川河口周辺とそのエルビングとマリーエンブルク、アレンシュタインのあるヴァルミア司教領を割譲した。騎士団は西プロイセンにおけるポーランド王国の権利を認め、その後王領プロイセンとして知られるようになった。
条約の結果、ヴァルミアはヴァルミア司教（ヴァルミア公国）によって統治される自治領となった。東プロイセン（後のプロシア公領）は1525年までドイツ騎士団に残されており、騎士団総長はポーランド王へ直に誓いを立て、王に軍隊を供することとなっていた。誓いを立てることを避けるため、新任の騎士団総長はプロイセンに訪れないことを慣例とした。
条約では、王領プロシアはポーランド王とポーランド王国の独占的な所有地となった。後に、意見の相違がダンツィヒの特権のように、王領プロシアとその都市が持っていた特定の特権について表れた。ポーランド側が王領プロシアを単に王国の一部と考える一方でそこの住人たちは自分たちの自治を保証された。各都市の統治構造はポーランド王国と異なっており、王国の他のいくつかの地域と同様に独自の通貨を鋳造することが許可され、プロイセンの諸身分が参加する議会を持ち、軍隊とドイツ語による管理のための慣習法を持つなどの特権が許されていた。プロイセン人の聖職者すなわちドイツ騎士団は王領プロシアで司教の名前を挙げる権利を与えられなかったが、それはこの地がポーランドのグニェズノ大司教の直轄地であることを示していた。これに不満を持ったドイツ騎士団は王国首都クラクフのセイム（ポーランド国会）に用意されていた彼らの議席に座らないことを決意した。この対立は1年後の1467年に司祭戦争の勃発を招いた。この戦争もプロイセン連合の諸都市に支持されたポーランド王国の勝利に終わった。
注意すべきは、この地方ではドイツ系住民の間で一般市民と貴族階級の間の階級的対立が厳然と存在し、前者がドイツ貴族よりも寛容で自由主義的な政策を採るポーランド王国を常に支持しつづけたことである。
以後、王領プロシアはポーランド王国そしてポーランド・リトアニア共和国とだんだん融和していった。この地方は文化や社会制度においては18世紀後期のポーランド分割まで社会において王国の他の地方と比較して若干の違いが見られた。
1525年に、騎士団は騎士団総長アルプレヒト・フォン・ブランデンブルクによりプロイセンから放逐され、アルプレヒトはルター派に改宗し、プロイセンによる臣従の礼をとり、ポーランド王の下で世襲統治者として公爵の位を帯びた。その地域はプロシア公領（後の東プロイセン）として知られるようになった。